# Colobothea bilineata
Colobothea bilineata es una especie de escarabajo longicornio del género Colobothea, categorizada en la tribu Colobotheini, de la subfamilia Lamiinae. Fue descrita por Bates en 1865.

## Descripción
Mide 14,84-22,26 mm de longitud.

## Distribución
Se distribuye por Brasil y Guayana Francesa.